# شوالة
الشَوَّالَة (الاسم العلمي: Panorpa، بالإنجليزية: scorpionfly) هو جنس حشرات يتبع فصيلة الشواليات من رتبة طويلات الأجنحة.

## أنواع الشوالة
- شوالة ألبية
- شوالة متشابهة
- شوالة مألوفة
- شوالة جرمانية
- شوالة جنوبية
- شوالة حمراء السمة
- الشوالة اليابانية